# Hoff Open 2016

El torneo Hoff Open 2016 es un torneo profesional de tenis. Pertenece al ATP Challenger Series 2016. Se disputará su 2ª edición sobre superficie tierra batida, en Moscú, Rusia entre el 6 al el 12 de junio de 2016.

## Jugadores participantes del cuadro de individuales
| Favorito | País                  | Jugador               | Rank1 | Posición en el torneo    |
| -------- | --------------------- | --------------------- | ----- | ------------------------ |
| 1        | Bandera de Kazajistán | Mikhail Kukushkin     | 83    | CAMPEÓN                  |
| 2        | Bandera de Rusia      | Karen Jachanov        | 108   | Semifinales              |
| 3        | Bandera de Moldavia   | Radu Albot            | 137   | Segunda ronda            |
| 4        | Bandera de Rusia      | Alexander Kudryavtsev | 156   | Primera ronda            |
| 5        | Bandera de Argentina  | Facundo Argüello      | 162   | Segunda ronda            |
| 6        | Bandera de Brasil     | André Ghem            | 165   | Segunda ronda            |
| 7        | Bandera de Kazajistán | Aleksandr Nedovyesov  | 174   | Cuartos de final, retiro |
| 8        | Bandera de Rusia      | Andréi Rubliov        | 192   | Segunda ronda            |

- 1 Se ha tomado en cuenta el ranking del 30 de mayo de 2016.

### Otros participantes
Los siguientes jugadores recibieron una invitación (wild card), por lo tanto ingresan directamente al cuadro principal (WC):
- Alexander Bublik
- Aslan Karatsev
- Alexandre Sidorenko
- Denis Shapovalov

Los siguientes jugadores ingresan al cuadro principal tras disputar el cuadro clasificatorio (Q):
- Emilio Gómez
- Miki Janković
- Ronald Slobodchikov
- Alexander Zhurbin

## Campeones

### Individual Masculino
- Mikhail Kukushkin derrotó en la final a  Steven Diez, 6–3, 6–3

### Dobles Masculino
- Facundo Argüello /  Roberto Maytín derrotaron en la final a  Aleksandre Metreveli /  Dmitry Popko, 6–2, 7–5